# Sphecodopsis capicola
Sphecodopsis capicola là một loài Hymenoptera trong họ Apidae. Loài này được Strand mô tả khoa học năm 1911.